# Anton Bleichsteiner
Anton Bleichsteiner, genannt Toni (* 21. Jänner 1879 in Graz; † 19. Jänner 1963 in Wien) war ein österreichischer Marinearzt und Maler. Er schuf vorwiegend impressionistische und maritime Landschaften, weiters Genreszenen und Stillleben.

## Leben
Bleichsteiner war ein Sohn des gleichnamigen Zahnmediziners und Universitätsprofessors Anton Bleichsteiner (1847–16/17. April 1907). Er studierte Medizin an den Universitäten München und Graz und wurde 1903 zum Doktor promoviert. Seit 1897 gehörte er der Akademischen Burschenschaft Stiria Graz an. Er stellte bereits zu Studienzeiten Bilder aus. Nach Beendigung seines Medizinstudiums immatrikulierte er sich am 12. Oktober 1906 unter der Nummer 3187 in die Zeichenklasse von Hugo von Habermann an der Kunstakademien in München, wo er unter anderem von Hermann Groeber und Heinrich Knirr unterrichtet wurde. Er setzte sein Studium an der Dresdener Kunstakademie fort.
Ab 1909 war Bleichsteiner als Fregattenarzt auf der Aspern im Bezirk Pola in der Österreichischen Kriegsmarine eingesetzt, wo er auch als Kriegsmaler tätig war. Er trat 1918 als Marinestabsarzt in den Ruhestand. Anschließend arbeitete er 3 Jahre lang in der Kieferstation von Anton von Eiselsberg in Wien, wurde anschließend Zahnarzt und veröffentlichte einige Abhandlungen in der Fachpresse. Seit dieser Zeit war er kaum noch künstlerisch aktiv und wandte sich in der Freizeit sportlichen Aktivitäten wie Skilauf, Segeln oder Touren im Faltboot zu und unternahm Reisen durch Europa bis nach Syrien und Ägypten.

## Mitgliedschaften/Ausstellungen
Von 1910 bis 1930 war Bleichsteiner Mitglied des Hagenbundes in Wien sowie in der Genossenschaft Bildender Künstler Steiermarks in Graz.
- 1904 Frühjahrsausstellung des Steiermärkischen Kunstvereins in Graz mit den Bildern Abenddämmerung (Grafik) und Aus der Campagna (Ölgemälde).[5]
- Ab 1907 in der 23. Ausstellung des Hagenbundes aus, darunter Ölbilder Hochseeboote und Schiffe der Sebenicoklasse.
- 1910 zeigte er bei einer Ausstellung in Graz die Gemälde Nach dem Bade, Obstkähne am Schlossplatz zu Berlin, Sonnige Lehne und Vor dem Spiegel.
- Auf der 279. Kunstauktion im Dorotheum in Wien vom 16. November 1917 wurde das Bild Mitterburg in Istrien (1915 Öl auf Leinwand, 45 × 65 cm, heute im J. Paul Getty Museum[6]) angeboten. Es war ursprünglich Bestandteil der Kunstsammlung des Invalidenfonds (K.u.k. Kriegsministerium, Kriegsfürsorgeamt).[7]
- 1918 und 1920 in der Wiener Secession mit Ölbildern von Stillleben, Anemonen uun Äpfel und eine farbige Zeichnung eines Bauernhofes.
- 27. September 1919, 16. Jahresausstellung der Genossenschaft Bildender Künstler Steiermarks mit den Ölbildern Arena in Pola, Grauer Tag und Alte Säulen.[8]
- 1921 im Wiener Künstlerhaus farbige Zeichnungen aus Stein und Dürnstein.
- 18. September bis 30. November 1975 Der Hagenbund. 40. Sonderausstellung des Historischen Museums der Stadt Wien (Sonderausstellung des Historischen Museums der Stadt Wien, 40)[9]
- Mai bis November 1989 Künstler des Hagenbundes. Ausstellung im Anton Hanak-Museum, Langenzersdorf.
- 7. Mai bis 26. Oktober 1993 Die Verlorene Moderne. Der Künstlerbund Hagen 1900–1938.[10]

## Schriften (Auswahl)
- Der Einfluss der Alkoholanästhesie des Ganglion Gassen auf die Kautätigkeit. In: Archiv für klinische Chirurgie. Band 117, Heft 2, Chirurgische Universitäts-Klinik Prof. A. Eiselsberg, Wien 1921, S. 232–243 (Textarchiv – Internet Archive).